# Filum terminal
El filum terminal es un filamento delgado de piamadre que continúa hacia abajo terminando en la base del cóccix, mediante el ligamento coccígeo. Posee una longitud de 23 centímetros en el adulto y un grosor de 2 milímetros. Sigue la dirección del conducto raquídeo en el que ocupa la parte central rodeada por los nervios de la cola de caballo. Corresponde a una extensión de la piamadre, la cual se encuentra también dentro del saco dural (parte terminal de la duramadre en la médula espinal). 
Se divide en dos partes:
- La superior, o filum terminal interno, que llega a la segunda vértebra sacra, y corresponde a la porción del filum terminal que cubre la cauda equina.
- La inferior, o filum terminal externo, que se engrosa, en conjunto con la duramadre, formando el ligamento coccígeo, el cual termina siendo el punto de anclaje con el cóccix.

El más inferior de los nervios espinales, el nervio coccígeo sale de la médula espinal al nivel del cono medular a través de las vértebras respectivas a través de sus agujeros intervertebrales, superiores al filum terminale. Sin embargo, adheridas a la superficie externa del filum terminale hay algunas hebras de fibras nerviosas que probablemente representan el segundo y tercer nervio coccígeo rudimentario. Además, el canal central de la médula espinal se extiende de 5 a 6 cm más allá del cono medular, hacia abajo en el filum terminale.